# Chatfield (Minnesota)
Chatfield is een plaats (city) in de Amerikaanse staat Minnesota, en valt bestuurlijk gezien onder Fillmore County en Olmsted County.

## Demografie
Bij de volkstelling in 2000 werd het aantal inwoners vastgesteld op 2394.
In 2006 is het aantal inwoners door het United States Census Bureau geschat op 2507, een stijging van 113 (4,7%).

## Geografie
Volgens het United States Census Bureau beslaat de plaats een oppervlakte van
5,2 km², geheel bestaande uit land. Chatfield ligt op ongeveer 308 m boven zeeniveau.

## Plaatsen in de nabije omgeving
De onderstaande figuur toont nabijgelegen plaatsen in een straal van 20 km rond Chatfield.